# Округ Танџипахоа (Луизијана)
Танџипахоа (енгл. Tangipahoa Parish) је округ у америчкој савезној држави Луизијана.

## Демографија
По попису из 2010. године број становника је 121.097, што је 20.509 (20,4%) становника више него 2000. године.
| Група             | 2000.          | 2010.          |
| Белци             | 69.300 (68,9%) | 77.807 (64,3%) |
| Афроамериканци    | 28.519 (28,4%) | 36.654 (30,3%) |
| Азијати           | 395 (0,4%)     | 741 (0,6%)     |
| Хиспаноамериканци | 1.536 (1,5%)   | 4.260 (3,5%)   |
| Укупно            | 100.588        | 121.097        |